# American Crime Story
American Crime Story é uma série de televisão estadunidense, do gênero crime real antológico, desenvolvida por Scott Alexander e Larry Karaszewski, que são os produtores-executivos em conjunto com Ryan Murphy, Nina Jacobson, Brad Simpson e Brad Falchuk. A série estreou no canal FX em 2 de fevereiro de 2016. Semelhante a "American Horror Story", também de Murphy e Falchuk, cada temporada é apresentada como uma minissérie autônoma, seguindo eventos verdadeiros independentes e separados.
A primeira temporada, subtitulada "The People v. O. J. Simpson", apresenta o julgamento da acusação de assassinato de O. J. Simpson, com base no livro de Jeffrey Toobin, "The Run of His Life: The People v. O. J. Simpson".
A segunda temporada, subtitulada "The Assassination of Gianni Versace", explora o assassinato do estilista Gianni Versace cometido pelo assassino em série Andrew Cunanan, com base no livro de Maureen Orth, "Vulgar Favors: Andrew Cunanan, Gianni Versace, and the Largest Failed Manhunt in US History". Os criadores da primeira temporada da série, Scott Alexander e Larry Karaszewski, não retornaram para a segunda temporada.
A terceira temporada, subtitulada "Impeachment", aborda o impeachment do 42º Presidente dos Estados Unidos, Bill Clinton, por acusações de perjúrio e obstrução da justiça e seu infame caso extraconjugal com Monica Lewinsky, baseado no livro escrito por Jeffrey Toobin, intitulado "A Vast Conspiracy: The Real Story of the Sex Scandal That Nearly Brought Down a President".
A série estreou em 2 de fevereiro de 2016. Uma temporada, baseada no rescaldo do furacão Katrina, estava em desenvolvimento, mas a FX anunciou em fevereiro de 2019 que a produção da temporada foi descartada, e que eles possuíam inúmeras outras ideias para trabalhar antes.

## Temporadas

### The People v. O. J. Simpson
A primeira temporada, de subtítulo "The People v. O. J. Simpson", foca no julgamento de O. J. Simpson, acusado de assassinar sua esposa, Nicole Brown Simpson, e o amigo dela, Ron Goldman. Foi baseada na obra de Jeffrey Toobin, "The Run of His Life: The People v. O. J. Simpson".

### The Assassination of Gianni Versace
Inicialmente considerada como terceira temporada e subtitulada "The Assassination of Gianni Versace", confirmada ainda em 2016, conta a história do assassinato de Gianni Versace por Andrew Cunanan. A trama foi baseada na obra "Vulgar Favors: Andrew Cunanan, Gianni Versace, and the Largest Failed Manhunt in U.S. History", de Maureen Orth.
A temporada também estrela Ricky Martin como Antonio D'Amico e Penélope Cruz como Donatella Versace.

### Impeachment
O escândalo Clinton-Lewinsky e os eventos subsequentes durante a presidência de Bill Clinton, baseados no livro de Jeffrey Toobin, "A Vast Conspiracy: The Real Story of the Sex Scandal That Nearly Brought Down a President", foram a base para a temporada, subtitulada "Impeachment".
Em fevereiro de 2017, Ryan Murphy revelou que Sarah Paulson deveria estrelar a temporada, mas não como Hillary Clinton. A temporada estrela Sarah Paulson como Linda Tripp, Beanie Feldstein como Monica Lewinsky, Clive Owen como Bill Clinton, Margo Martindale como Lucianne Goldberg, Edie Falco como Hillary Clinton, e Annaleigh Ashford como Paula Jones. Originalmente programado para estrear em setembro de 2020, a FX adiou a data de lançamento devido à agenda de Murphy, e depois devido à Pandemia de COVID-19. O canal considerou novamente exibir a temporada em 2020 por causa das eleições. A temporada estreou em 7 de setembro de 2021.

### Outros projetos
Uma temporada baseada no livro "Five Days at Memorial: Life and Death in a Storm-Ravaged Hospital", de Sheri Fink, teria um olhar inflexível sobre as decisões médicas tomadas no Memorial Medical Center após o Furacão Katrina. Em agosto de 2017, foi anunciado que Sarah Paulson estrelaria como Dra. Anna Pou, que estava de plantão no hospital quando o Katrina atacou. A temporada, subtitulada "Katrina", foi originalmente planejada para ser a segunda temporada da série, com "The Assassination of Gianni Versace" seguindo como a terceira. No entanto, em junho de 2017, foi anunciado que "Katrina" não começaria a produção até o início de 2018 e que "Versace" iria ao ar no lugar, substituindo "Katrina" no segundo ano da série. No início de fevereiro de 2019, John Landgraf revelou que a história foi descartada e não será tema de nenhuma temporada da série.

## Lista de personagens
| Atores              | Temporadas                  | Temporadas                          | Temporadas        |
| Atores              | The People v. O. J. Simpson | The Assassination of Gianni Versace | Impeachment       |
| ------------------- | --------------------------- | ----------------------------------- | ----------------- |
| Sterling K. Brown   | Christopher Darden          |                                     |                   |
| Kenneth Choi        | Lance Ito                   |                                     |                   |
| Christian Clemenson | William Hodgman             |                                     |                   |
| Cuba Gooding Jr.    | O. J. Simpson               |                                     |                   |
| Bruce Greenwood     | Gil Garcetti                |                                     |                   |
| Nathan Lane         | F. Lee Bailey               |                                     |                   |
| Sarah Paulson       | Marcia Clark                |                                     | Linda Tripp       |
| David Schwimmer     | Robert Kardashian           |                                     |                   |
| John Travolta       | Robert Shapiro              |                                     |                   |
| Courtney B. Vance   | Johnnie Cochran             |                                     |                   |
| Darren Criss        |                             | Andrew Cunanan                      |                   |
| Penélope Cruz       |                             | Donatella Versace                   |                   |
| Édgar Ramírez       |                             | Gianni Versace                      |                   |
| Ricky Martin        |                             | Antonio D'Amico                     |                   |
| Annaleigh Ashford   |                             | Elizabeth Cote                      | Paula Jones       |
| Nico Evers-Swindell |                             | Phil Cote                           |                   |
| Finn Wittrock       |                             | Jeffrey Trail                       |                   |
| Clive Owen          |                             |                                     | Bill Clinton      |
| Beanie Feldstein    |                             |                                     | Monica Lewinsky   |
| Anthony Green       |                             |                                     | Al Gore           |
| Billy Eichner       |                             |                                     | Matt Drudge       |
| Cobie Smulders      |                             |                                     | Ann Coulter       |
| Edie Falco          |                             |                                     | Hillary Clinton   |
| Margo Martindale    |                             |                                     | Lucianne Goldberg |

## Produção

### Desenvolvimento
The People v. O. J. Simpson
Em 7 de outubro de 2014, foi anunciado que a FX havia encomendado uma temporada de 10 episódios para a série American Crime Story, desenvolvida por Scott Alexander e Larry Karaszewski, e produção executiva de Alexander e Karaszewski, bem como Ryan Murphy e Brad Falchuk, que criaram séries como Nip/Tuck, Glee, American Horror Story, Scream Queens e Pose. Murphy também dirigiu o episódio piloto. Outros produtores executivos são Nina Jacobson e Brad Simpson.  Os produtores co-executivos são Anthony Hemingway e D. V. DeVincentis.
Katrina
Quando anunciado pela primeira vez como a segunda temporada, "Katrina" estaria usando como base o livro de Douglas Brinkley, "The Great Deluge: Hurricane Katrina, New Orleans, and the Mississippi Gulf Coast", com Annette Bening como Kathleen Blanco, Matthew Broderick como Michael D. Brown e Dennis Quaid como George W. Bush. Cuba Gooding< Jr. e Courtney B. Vance estavam prestes a retornar após suas participações na primeira temporada, mas depois que o material original foi mudado, apenas Sarah Paulson foi confirmada no papel de Anna Pou. Após alterações, outros atores, como Bening, Broderick e Quaid, acabaram saindo do projeto. No entanto, foi dito que os produtores tentariam encontrar novos personagens para, pelo menos, alguns dos atores já anunciados.

### Escolha do elenco
Para a primeira temporada, Cuba Gooding Jr. e Sarah Paulson foram os primeiros a serem escalados como O. J. Simpson e Marcia Clark, respectivamente. Posteriormente, David Schwimmer foi escalado como Robert Kardashian. Em janeiro de 2015, foi revelado que John Travolta havia se juntado ao elenco como Robert Shapiro; ele também atuaria como produtor. Em fevereiro de 2015, Courtney B. Vance se juntou à série como Johnnie Cochran. Em março de 2015, foi anunciado que Connie Britton iria co-estrelar como Faye Resnick. Em Abril de 2015 novos membros se juntaram ao elenco, Sterling K. Brown como Christopher Darden, Jordana Brewster como Denise Brown, e Kenneth Choi como Juiz Lance Ito. Em maio de 2015, foi confirmado que Selma Blair estaria interpretando Kris Kardashian Jenner. Em julho de 2015, foi anunciado que Nathan Lane havia se juntado ao elenco como F. Lee Bailey.
Em fevereiro de 2017, Annette Bening se juntou ao elenco de "Katrina" como Kathleen Blanco, enquanto Matthew Broderick foi escalado como Michael D. Brown. No mesmo mês, Édgar Ramírez e Darren Criss se juntaram ao elenco de "The Assassination of Gianni Versace" como Gianni Versace e Andrew Cunanan, respectivamente.
Relatos iniciais anunciaram que Lady Gaga interpretaria Donatella Versace em "The Assassination of Gianni Versace", mas Murphy confirmou que eles eram falsos. Penélope Cruz mais tarde foi escalada para o papel. Em abril de 2017, foi anunciado que Ricky Martin havia se juntado ao elenco de como Antonio D'Amico, parceiro de longa data de Versace. Em 28 de abril de 2017, Annaleigh Ashford foi vista filmando no set de "The Assassination of Gianni Versace" com Criss. Em 21 de junho de 2017, foi anunciado que o papel de Ashford na série seria como Elizabeth Cote, uma amiga de Cunanan desde o colegial. Em 5 de maio de 2017, Murphy postou uma foto no Instagram de Criss e Max Greenfield no set da temporada. Em 21 de junho de 2017, foi anunciado que Finn Wittrock iria interpretar Jeffrey Trail, a primeira vítima de Cunanan.
Para o elenco da terceira temporada, intitulada "Impeachment", foi anunciado os nomes de Sarah Paulson, Beanie Feldstein e Annaleigh Ashford como Linda Tripp, Monica Lewinsky e Paula Jones, respectivamente, com Lewinsky anunciada como co-produtora. Mais tarde, também foi anunciado que Hillary Clinton iria aparecer na temporada, porém não foi anunciado a atriz que a interpretaria. 
Em novembro de 2019, o ator Clive Owen foi escalado para interpretar Bill Clinton, juntamente com a escalação de Anthony Green como o político Al Gore. Em janeiro de 2020, Billy Eichner e Betty Gilpin foram escalados como o jornalista Matt Drudge e a advogada Ann Coulter, respectivamente; no entanto Gilpin deixou o projeto e Cobie Smulders assumiu o papel. Margo Martindale foi escalada como Lucianne Goldberg e Edie Falco como Hillary Clinton. Judith Light, que participou da última temporada, foi anunciada a retornar em um papel não revelado.

## Recepção
| Temporada | Temporada                           | Critical response | Critical response |
| Temporada | Temporada                           | Rotten Tomatoes   | Metacritic        |
| --------- | ----------------------------------- | ----------------- | ----------------- |
|           | The People v. O. J. Simpson         | 97% (91 reviews)  | 90 (45 reviews)   |
|           | The Assassination of Gianni Versace | 89% (97 reviews)  | 74 (35 reviews)   |
|           | Impeachment                         | 69% (71 reviews)  | 61 (34 reviews)   |